# 軟体動物
軟体動物（なんたいどうぶつ、英: mollusk, mollusc）とは、軟体動物門（Mollusca）に分類される動物の総称、後生動物前口動物の分類群である。

## 概要
軟体動物門は貝類を含む他、二次的に貝殻を喪失したウミウシ、クリオネ、ナメクジ、イカ、タコや、原始的で貝殻の無い少数の種を含む。節足動物門に次いで大きい門であり、未記載のものを含めると10万種以上いると推定されている。
海には最も多くの種類が生息し、全ての綱に海生種が含まれるが、淡水には腹足綱（タニシ・カワニナなど）と二枚貝綱（カラスガイ・シジミなど）のみが、陸上には腹足綱（カタツムリ・ナメクジなど）のみが生息し、種類数では淡水に生息するものが最も少ない。
体のサイズは1mm以下のものから、触腕を含めると体長20m以上になるダイオウイカまで、多様な種が存在する。体型にも様々なものがあり、ミミズに似たフナクイムシ（二枚貝）や、クラゲに似た半透明の生物ゾウクラゲ（腹足綱＝巻貝）なども特殊な形に進化した軟体動物である。
なお、二枚貝そっくりのシャミセンガイやタテスジホオズキガイなどは腕足動物、フジツボやカメノテなどは甲殻類で、別の動物群に分類されている。

## 形態

### ボディプラン
軟体動物門に属する動物は、例外はあるものの、以下のボディプランを持つことが多い：
- 左右相称[2]（腹足綱では例外的に左右の片側にしかない器官も多い[2]）
- 骨格がなく軟体で[3]、体節も無い[3]
- 一般的には体は頭部、内臓塊、足から成り[2][3]、足は腹側にある[2]
- 背側は外套膜（後述）が内臓塊を覆っている[3]（無板類および二次的に喪失した群を除く）
- 外套膜が分泌した石灰質の殻[2][3]もしくは棘[2]を持つ事が多い（タコのように二次的にこれらを失ったものもいる[2]）
- 外套膜が一部突出して外套腔を作り[2]、外套腔内に呼吸または換水の為の櫛鰓 (ctenidium) をもつ[2][3]（鰓が肺に置き換わり、二次鰓を持つものもいる[2]）。
- 外套腔内に臭いを感じる為の嗅検器を持つ[2]
- 頭部に鑢状の摂食器官である歯舌（クチクラ膜の上に多数の小さな歯が並んでいる[3]）を持ち[2]、これで餌を掻き取る[2]。
- 頭部の神経環から足と内臓に向けて2対の神経が伸び[2]、梯子状神経系を基本とする (tetrarierous nervous system)[2]。
- 真体腔も持つが退化的で[3]、心臓、腎臓、腸の一部の周囲に小さな空間があるのみ[3]。
- 組織の間隙を血液が流れるだけの血液腔を持つ開放血管系[3]

胚は三胚葉性で、幼生はトロコフォアないしベリジャーである。ただし頭足類は直達発生を行う。

### 外套
外套（がいとう）と呼ばれるひだを持ち、そこから炭酸カルシウムを分泌して殻を作る。名の通り骨格が無く、軟らかな体も、殻を持つ事で外敵から身を守ったり、姿勢を保持したり、乾燥を防げる。ただしタコやナメクジ、ウミウシなど殻を退化させた種類もいる。
体内の外套腔という部分に鰓を持ち、外套腔内に水を出し入れする事で呼吸を行う。アサリ等の二枚貝は、この時に取り入れた水の中から餌を濾し取って食べる。また、イカやタコ等の頭足類は外套腔内の水を勢いよく噴き出して、ジェット噴射の要領で素早く移動できる。ただしカタツムリ等は外套腔が肺に変化していて、空気呼吸で生きられる。

### 違い
殻をどのように発達させ、どのように体に纏うかが軟体動物の各群の特徴ともなっている。
ただし、この「殻で身を守る」という特徴は、同時にその体を鈍重なものとする面もある。重い殻を持ったグループは、泳ぎ回ることもはね回ることも難しく、固着するかゆっくりと這い回る行動しか選べない。又、重い殻はその大きさをも制限するものである。寧ろ、ナメクジやタコ・イカは殻を失ったことで自由な運動能力を得た、と言う側面がある。軟体動物の最大種も殻を失ったイカである。
体制そのものに共通性を見いだし難いのは、殻との関係で体の基本構造が大きく変化していることとも関係している。単板類・多板類・無板類は左右相称、腹背が明確で、先端に口、後端に肛門がある点で分かりやすく、これらは軟体動物の基本的な体制を色濃く残している、原始的なものと考えられる。二枚貝類とツノガイ類は殻の中に全身を潜り込ませ、活発な運動をしなくなったものである。その為、運動器官である足は移動の用をあまりなさないようになり、頭部が退化している。巻き貝類と頭足類では内臓を殻の中に全て納め、筋肉質の足を外に出して活動することから、内臓の配置が中央に集まっていて、体が前後方向に大きく寸詰まりになっている。

### 感覚器
不活発な動物が多いため、発達した感覚器の目立つものは少ない。頭足類と腹足類以外では明確な頭部が見られない。多板類や単板類では頭部が区別できるが、外見的には眼や触角などの構造はない。それらでは多くの感覚器は体表に細かく埋め込まれたようになっている。
腹足類と頭足類では頭部に対をなす眼があり、特に頭足類のそれは動物界全体で見ても、脊椎動物と並ぶカメラ眼である。腹足類では他に頭部に触角がある。頭足類では足が分かれて触手となっている。

### 運動器官
単板類・多板類・腹足類はほぼ同じような足を持つ。これらの足は動物の腹面に前後に細長く、幅広い筋肉質の面を作るもので、粘液に覆われ、平坦な面に吸い付くことが出来る。筋肉をうねらせて滑るように移動するもので、これが軟体動物の祖先的な形態と考えられる。運動速度はあまり得られないが、張り付いて殻に閉じこもる吸盤のような効果も持っている。同時に砂や泥の表面ではあまり安定しない移動方法でもある。これらの動物の多くは硬い基盤上に生活している。泥や砂の上で暮らすものは、やや特殊な形の腹足を持つ例がある。
他方、二枚貝類とツノガイ類は砂や泥などに適応した形で、足は縦長になって砂に潜り込ませて安定する、それにその形を変えながら突き出しては引き込むことで全身が潜り込む運動が可能となっている。その特徴が両者の別名、斧足類と堀足類に反映している。
これらと大きく異なるのが頭足類で、足を触手とし、また外套膜を水を噴出するための鞴のように使うことで遊泳を可能にしている。彼らの祖先やオウムガイでは殻にガスをためて浮力を得ている。イカやタコの一部では、さらに外套膜にひれを発達させた。腹足類にも遊泳性のものがあり、たとえば翼足類は翼状に発達した足（翼足）を持つ。

### 発生
典型的な螺旋卵割が見られる。初期の幼生はトロコフォアである。いわゆる双神経類はそのまま伸長した様な形で成体になる。貝殻亜門ではその後にベリジャー幼生という段階を持つものが多い。これは殻を持ったプランクトン型の幼生である。初期にトロコフォアを持つことは、環形動物との類縁関係を示すものと理解されている。そのような幼生を経ず、直接発生する例も多く、特に淡水産のものでは卵胎生なども見られる。

## 分類群
| 綱名     | 綱名(英語)     | 概説 | 日本産の種数 |
| -------- | -------------- | --- | ------------ |
| 腹足綱   | Gastropoda     | 「巻貝類を含む軟体動物最大のグループ」。通常は螺旋状に巻いた貝殻と蓋を持つ。カサガイ、サザエ、クロアワビ、オキナエビス、有肺類(カタツムリ、ナメクジなど)、後鰓類（ウミウシなど）を含む。ただし後鰓類が分子系統解析の観点から解体されるなど、腹足綱内部の系統関係は見直しが進みつつある。                             | 7548         |
| 単板綱   | Monoplacophora | 殻は腹足綱のカサガイに酷似。貝殻筋、鰓、腎臓を複数持つ。現生種はネオピリナなど数十種。化石種は多数知られる。 | 0            |
| 頭足綱   | Cephalopoda    | 体が前後に伸び、外套膜は内蔵塊包み胴部を形成。口の周囲に触手ないし腕がある。外套腔は前方に開き、腹側に筒状の漏斗を備える（水を吐いて移動したり、墨をはいたりするのに利用）。貝殻はオウムガイ以外では通常体内にあるか完全に退化。外套腔に鰓。精巧な眼を持つ。オウムガイ類、タコ類、イカ類、絶滅したアンモナイト類など | 0203         |
| 掘足綱   | Scaphopoda     | ツノガイの仲間。象牙状に尖った殻を持つ。 | 064          |
| 二枚貝綱 | Bivalvia       | 左右に外套膜が張り出し、そこから分泌される２枚の貝殻が体の左右を覆っている。ムラサキイガイ、アコヤガイ、マガキ、オカメブンブクヤドリガイ、オオシャコガイ、フナクイムシなど | 1618         |
| 尾腔綱   | Caudofoveata   | 蠕虫状で貝殻を持たず、石灰質の棘で覆われる。体長2mm～140mm程度。ケハダウミヒモ類 | 02           |
| 溝腹綱   | Solenogastres  | 尾腔綱と同じく蠕虫状で貝殻を持たないため、両者を合わせて無板綱と以前は呼ばれていたが、違いは腹側に足溝がある事。サンゴノフトヒモ、カセミミズなど | 09           |
| 多板綱   | Polyplacophora | ヒザラガイ、オオバンヒザラガイなど。8枚の殻板を持つ。 | 0199         |

日本産の種数は肥後・後藤 1993より。
軟体動物
- 腹足綱 ヒメタニシ
- 単板綱 ピリナ
- 頭足綱 コウイカの1種
- 掘足綱のツノガイAntalis vulgaris
- 二枚貝綱 ウバガイ
- 尾腔綱のFalcidens
- 溝腹綱のカセミミズ Epimenia verrucosa
- 多板綱 アオスジヒザラガイ

### 系統樹
軟体動物の分類は系統解析により一部修正が施され2018年現在は体全体を覆う大きな殻がある有殻類と石灰質の棘を持つ有棘類に大きく分かれるという仮説が有力視されており、軟体動物の綱これら２つには以下のように分類される：

| 軟体動物           | \| 有殻類(Conchifera) \| 腹足綱、単板綱、頭足類、掘足綱、二枚貝綱 \| \| \| 腹足綱、単板綱、頭足類、掘足綱、二枚貝綱 \| \| 有棘類(Aculifera) \| 尾腔綱、溝腹綱、多板綱 \| \| \| 尾腔綱、溝腹綱、多板綱 \| |
|                    | \| 有殻類(Conchifera) \| 腹足綱、単板綱、頭足類、掘足綱、二枚貝綱 \| \| \| 腹足綱、単板綱、頭足類、掘足綱、二枚貝綱 \| \| 有棘類(Aculifera) \| 尾腔綱、溝腹綱、多板綱 \| \| \| 尾腔綱、溝腹綱、多板綱 \| |
| 有殻類(Conchifera) | 腹足綱、単板綱、頭足類、掘足綱、二枚貝綱 |
|                    | 腹足綱、単板綱、頭足類、掘足綱、二枚貝綱 |
| 有棘類(Aculifera)  | 尾腔綱、溝腹綱、多板綱 |
|                    | 尾腔綱、溝腹綱、多板綱 |

有殻類は綱レベルの単系統性は多くの場合保証されているが、綱レベルの系統関係は2018年現在一致を見ていない。
有棘類は20世紀後半には側系統だとみなされていたが、2018年現在は単系統として復活している。また多板綱と単板綱に共通性を認めるSerialia仮説があったが分子系統解析の観点から2018年現在は支持されていない。

### 絶滅種

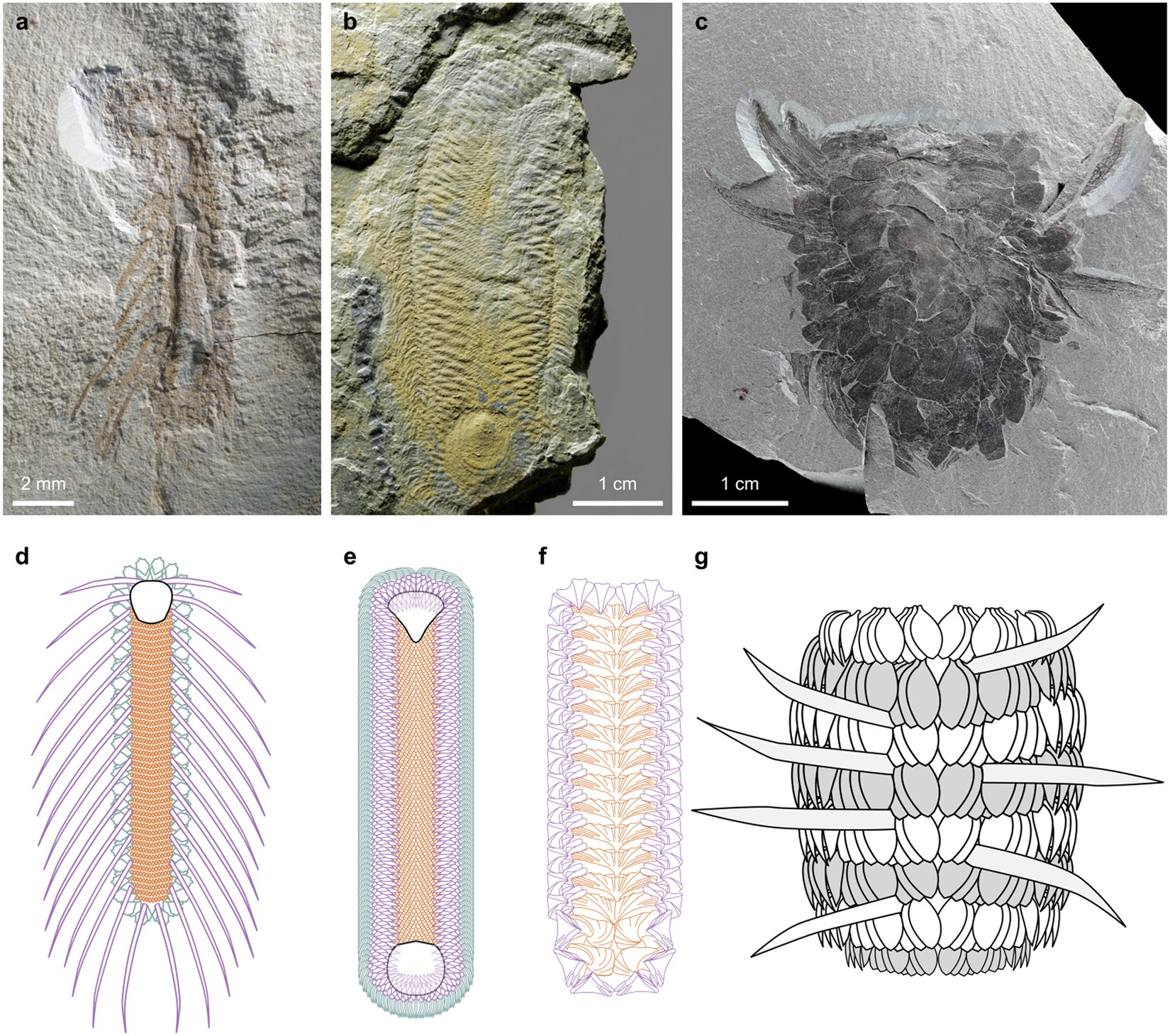
カンブリア紀の軟体動物の関連グループの例

#### 基盤的な軟体動物
確実な軟体動物はカンブリア紀に出現しており、基盤的な形態とみられるグループもいくつか記載されている。
エディアカラ紀のキンベレラは軟体動物に近縁な動物とされてきたが、分類については議論があり、単に「おそらく左右相称動物」とのみ扱われる場合もある。
カンブリア紀に出現したヒオリテス綱に関しても分類に関しては議論があり、軟体動物に近縁であるということを支持する研究がある一方、触手冠動物に分類する研究もあり正確な分類に関してははっきりしていない。
殻のない頭足類的な外観状の特徴を持つネクトカリスは、一部研究者により頭足類に近縁の動物であると推測されたが、多くの研究者はそれに賛同しておらず、化石記録上の頭足類の進化（殻のある形態から殻のない形態が出現した）とも矛盾している。
分類が不明瞭であり、以前は環形動物ともされていたウィワクシアは、歯舌らしき構造を持つ口器や鱗の構造から軟体動物に近縁であるとされるようになった。オドントグリフスも同様に歯舌らしき構造を持ち、軟体動物に近縁とされる。ハルキエリアやオルスロザンクルス（Orthrozanclus）を含むHalkieriidの分類は不明瞭で、軟体動物との関係を疑問視する研究もあれば、クラウングループ軟体動物に含まれるとする系統分析もある。他にもオルドビス紀から知られるCalvapilosaやカンブリア紀のShishaniaなど、これらの属に近縁とみられる基盤的な軟体動物が記載されている。
初期の腹足類（Chippewaella）や頭足類（Plectronoceras）など、現生グループの初期グループもカンブリア紀に出現していたことがわかっている。

#### その他
†ヘルシオネラ類 Helcionelloida
絶滅群。
†吻殻綱 Rostroconchia
絶滅群。二枚貝に似るが、殻の背側は二枚貝のように分離していない。

## 文化
多くの種類が食用や薬用などで人間に利用されてきた。貝塚等から、先史時代より貝類が人類の食料になっていたことが知られている。古代ローマでは食用としてカキが養殖されていたという記録も残されている。
他にも、アコヤガイなどが生成する真珠は装飾品として珍重され、貝殻を象嵌等の装飾に利用する例もある。貝殻収集も趣味の一つとして行われる。
また民俗面でも、カタツムリは各地に多くの呼称を持ち、子供たちにも親しまれている。